# Bibliothèque de Puistola
La bibliothèque de Puistola (finnois : Puistolan kirjasto) est une bibliothèque de la section Puistola du quartier de Suurmetsä à Helsinki en Finlande,,,.

## Présentation
La bibliothèque de Puistola a été fondée en 1946,.
Les locaux de la bibliothèque sont situés dans le centre polyvalent de Nurkkatie, qui a été achevé en 1985.
Le bâtiment a été conçu par les architectes Matti Nurmela et Jyrki Tasa.

## Projets
En 2018, la ville d'Helsinki a passé en revue la totalité des installations de service à Puistola, Heikinlaakso et Tapulikaupunki, ainsi que les besoins de réparation et d'espaces supplémentaires sur une période de 10 à 15 ans.
La ville a présenté un plan de construction de jardins d'enfants et d'installations scolaires dans le Suuntimonpuisto près de la gare de Puistola.
Plus tard, dans les années 2020, Suuntimopuisto serait transformé en une installation polyvalente qui fournirait de nouvelles installations pour la bibliothèque de Puistola, la bibliothèque de Tapulikaupunki et la maison des jeunes de Tapulikaupunki,.

## Groupement Helmet de bibliothèques
La bibliothèque de Puistola fait partie du groupement Helmet, qui est un groupement de bibliothèques municipales d'Espoo, d'Helsinki, de Kauniainen et de Vantaa ayant une liste de collections commune et des règles d'utilisation communes.